# Hoya pubicorolla
Hoya pubicorolla är en oleanderväxtart. Hoya pubicorolla ingår i släktet Hoya och familjen oleanderväxter.

## Underarter
Arten delas in i följande underarter:
- H. p. anthracina
- H. p. pubicorolla